# Zic Zac
Zic Zac Music Company Sp. z o.o. – polska wytwórnia muzyczna założona w 1990 roku przez znanego z występów w zespole De Mono muzyka - Marka Kościkiewicza. W 1996 roku Kościkiewicz sprzedał oficynę koncernowi BMG obejmując jednocześnie stanowisko szefa polskiego oddziału pod nazwą BMG Ariola Poland. Natomiast marka Zic Zac została przekształcona w pododdział BMG w Polsce. 
W momencie sprzedaży firma Zic Zac posiadała 10% udziałów w krajowym rynku sprzedaży fonogramów. Ówczesnymi wykonawcami związanymi z wytwórnią byli m.in.: Andrzej Krzywy, Buzu Squat, De Mono, De Su, Elektryczne Gitary, For Dee, Formacja Nieżywych Schabuff, Golden Life, Ira, Kayah, Kazik Staszewski, Krystyna Prońko, Kult, Mafia, Nazar, Roan, Stanisław Sojka, TSA, Urszula, Varius Manx, czy Walk Away. W latach późniejszych nakładem Zic Zac w kooperacji z BMG ukazały się m.in. płyty takich wykonawców jak WWO, Yugoton, Cezary Pazura, Krzysztof Krawczyk, czy Maja Kraft.